# Tatiana Salcuțan
Tatiana Salcuțan (16 de abril de 2001) es una deportista de Moldavia que compite en natación. Ganó una medalla de oro en los Juegos Olímpicos de la Juventud de 2018, en la prueba de 200 m espalda, y cuatro medallas en el Campeonato Europeo Junior de Natación, en los años 2016 y 2018.